# 舌齒鱸屬
舌齒鱸屬（学名：Dicentrarchus）是夢鱸科下的一個屬，其下僅有兩個種，分佈於大西洋和地中海地區。

## 種
現該屬已確認的種有兩個：
- 歐洲鱸 Dicentrarchus labrax (Linnaeus, 1758)
- †Dicentrarchus oligocenicus [2]
- 斑點舌齒鱸 Dicentrarchus punctatus (Bloch, 1792)